# SMA NEET Project
SMA NEET Project（エスエムエー・ニート・プロジェクト）は、2004年にソニー・ミュージックアーティスツ（SMA）内で立ち上げられたお笑い芸人プロジェクト。

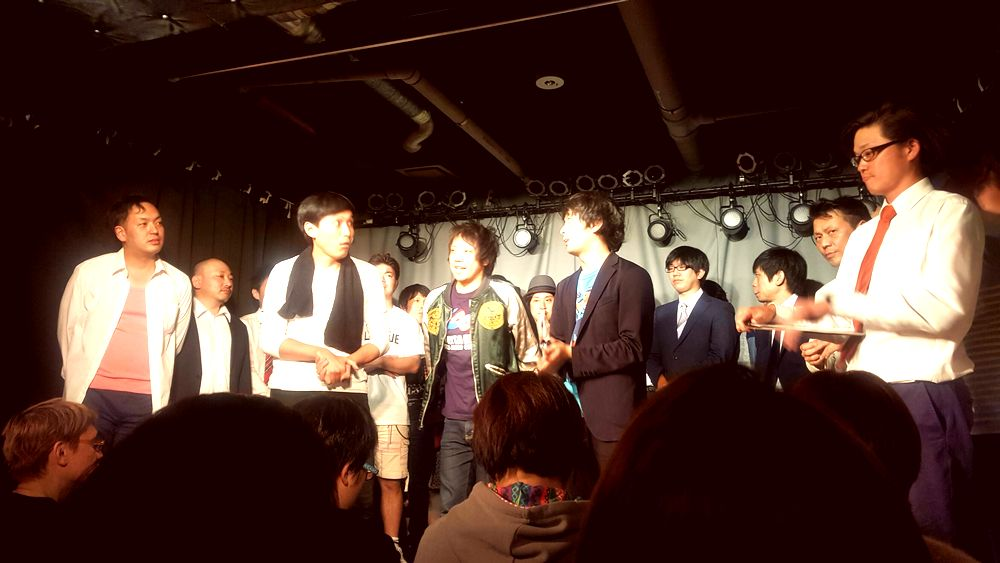
Beach V（びーちぶ）舞台（2016年10月撮影）。

本稿ではSMA NEET Projectをはじめとするライブを行うSMAのお笑い専門の劇場、Beach Vについても扱う。

## 概要
かつて渡辺プロダクションでホンジャマカのマネージャーを務めていた平井精一が2004年12月に立ち上げた。お笑い事務所としては後発だったため、他事務所が少数精鋭の方針を取っていたところをあえて逆行。かつて他事務所に所属していたフリーの芸人を集め、「とにかく分母を増やす」手法を取った。立ち上げ後も「来る者拒まず、去る者追わず」を基本としており移籍組が多いのが特徴で、採用オーディションにおいても、来所した芸人のネタ見せも行わずに全員採用していたこともあった。そのため、諸事情がある芸人たちの最後の砦として機能していたため、一時期は芸人の間でSMAが「芸人の墓場」と呼ばれたこともあった。しかし、新興事務所ながら芸人同士のつながりが深く経験も蓄積されている。
2012年にバイきんぐがキングオブコントの王者となり、2016年にハリウッドザコシショウ、2017年にアキラ100%がR-1ぐらんぷりの王者となった。また、2020年には錦鯉が初めてM-1グランプリのファイナリストとなり、2021年には優勝を果たし、吉本興業以外で初めてこの3大会を制した事務所となった。
他プロジェクトとして、ユース的な要素を持つ下部組織SMA HEET Project、および占い師など文化人枠のSMA KEET Projectが存在する。

## SMAトライアウトライブ（笑）

### 開催日など
お笑いライブ「SMAトライアウトライブ（笑）」を、月1回第3土曜日とその翌日の日曜日にBeach Vで開催している（かつてはシアターDで開催していた）。
ライブでは上位から以下のようなクラスに分かれる。
- 金のタマゴ☆
- 銀のタマゴ★
- 銅のタマゴ◎
- 番外編JUMP
- 番外編STEP
- 番外編HOP

毎月のライブで原則としてそれぞれのクラスの投票結果で上位5組が昇格し、下位5組が降格となる（解散などがあった場合は昇格枠が増える）。また、タイムオーバーは減点の対象となる。金のタマゴ☆の上位6組はそれぞれのクラスのライブにおいてMCを務める。

### 出演条件
- 30歳以下
- 事務所等に所属・契約していない芸人志望の者

### 備考
初開催当時の出演メンバーはアジアンパワー、一揆、エコギャング、エンジョイワ→クス、オテンキ、がっつきたいか、ギフト、キャラメルマシーン、ジャンファンカ、ジョン・レノソ、世界のうめざわ、バイきんぐ、浜風キット、ハリウッドザコシショウ、ビッグウェー部、響、ミックスジュ～ス、モダンタイムス、ラヴァーソール、ロビンフットの20組であった。

## 主な所属タレント
グループ
- イエロー（上野晃司／川崎翔大）
- いななき（佐々木光／砂金秀明）
- がっつきたいか（市村雄介／くらっちゃん）
- カレーナポリタン（かんちゃん／マスタング佐藤）
- キリンキリン（きりん田／岡下浩也）
- ギンギラギンのギン（ダンボール松本／いしみねサンダーボルト）
- 高校ズ（森大志／秋月啓志）
- さいころ（しんたろう／戸谷明日香）
- シャチ（古山紘基／リアル鈴木）
- ジャンボコロッケ（さかもとしろう／ツジモト）
- スタミナパン（麻婆／トシダタカヒデ）
- ズンズンポイポイ（たろう／THE小野）
- 世界事情（桶谷篤／阿部剛）
- ダンシングヒーロー（河中美二／宮田庸平）
- だーりんず（松本りんす／小田祐一郎）
- ツインクル（ポリスじろう[6]／クック井上。[6]）
- 錦鯉（長谷川雅紀／渡辺隆）
- 2世代ターボ（河崎健男／栗本宗昌）
- バイきんぐ（小峠英二／西村瑞樹）
- 葉月（ちんあなご／しの）
- ハマチ（平田雅大／じぇーむす）
- ハンライス（伴田大輔／飯田健吾）
- ヒガシニキ（おちいさお／田辺侑一）
- ぶくろ旋風（みつお／ヒデミール）
- ぶぶアぶ（菅田大／しんたろう）
- まじん（斉藤がはく／大二郎）
- 万福（桑本／トントン）
- ムシャムシャ（児島淳子／村上友香）
- や団（ロングサイズ伊藤／本間キッド／中嶋享）
- ゑびせん（今人／クワハラ）
- 四兆（箸休めサトシ／陣野周作）
- レインボーグランド（根本正一／目良圭佑）
- ロビンフット（おぐ／マー坊）

ピン芸人
- アキラ100%
- アポロ奥村
- AMEMIYA
- えずれひろゆき
- エンジェリック乱世
- ギフト☆矢野
- キャプテン渡辺
- コウメ太夫
- SAKURAI
- Jaaたけや
- しんちゃんず
- ハリウッドザコシショウ
- 頼知輝
- ゆっくんちゃん
- ねぎたたくや
- 北村村長
- クッボモーニング
- マツモトクラブ
- 立川わんだ
- 桐野安生
- 一丁
- 西園寺卓也
- ニッタロビンソン
- きの
- ナスヒト
- 箸休めサトシ
- カマグチ
- かんとも
- しゃばぞう
- モリコウヘイ
- ロイヤルミゾグティー
- さかもとしろう
- やそいち
- ダンボール松本
- 轟龍寺大鋼
- イタリーなかむら
- ワンダーワダ
- 木村たいき
- フランキー為谷
- スコッチ
- ちぇく田
- 大陸
- ワクワクタイル
- チャーミングじろうちゃん
- 野田ちゃん
- 光光光
- ケジタン
- 田中要一郎
- もじゃ
- ほしのさとし
- 稲垣社長
- ジャック豆山
- 小声くん
- ツジモト
- 今泉
- ゆず姉
- ヒロ・オクムラ
- 加藤憲
- お銀黒川

## かつて所属していた主なタレント
引退・解散
- イヌがニャーと泣いた日
- ガシャァン

たいがー・りーは放課後片想い系妄想発明家として活動（SMA本体のサイトでは俳優扱い）
- うえはまだ
- エンジョイワ→クス
- エンジンコータロー
- お先にどうぞ
- かきくけこ
- キラッキラーズ

渡辺はピン芸人「キャプテン渡辺」、豆山はピン芸人「ジャック豆山」、松本はコンビ「だーりんず」として在籍
- 宇宙兄弟
- 小林一恵
- だいごとまこと（渡辺大吾／岡田 誠）

渡辺は引退。岡田はSMA退所後、ピン芸人「横一郎」としてフリーで活動
- クララ

田中はグレープカンパニーに移籍しピン芸人として活動
- ジェニーゴーゴー

川原はピン芸人「トントン」、及びコンビ「万福」として在籍
- すっきりソング
- 銭億円
- チャーミング

解散後は両者ピン芸人として在籍
- タンバリン

大橋はピン芸人「アキラ100%」として在籍
- ロッキングチェア（ユーヤ／毛上昌人）
- ぎ兄弟（菅野智也／北村竜門）
- かるら（大木秀剛／松本洋志）
- 寅と龍（高木淳／どっかん桑本）
- パンクラチオン（DK／内村宗広）
- 田村ゆきこ
- むねもっち（佐々木 宗徳／平本雄一郎）
- ハッピーエンド

田中はピン芸人として在籍、ゆずきは退所しフリーでピン芸人として活動
- 姫くり

2017年7月26日よりコンビ活動休止を発表
- 南郷伯爵
- プラッチック

解散後は両者ピン芸人として在籍
- ブルーマウンテン
- ペンタゴン

清水はコンビ『キュウ』を結成、新城はコンビ『モーニングマン』として在籍
- 枡野浩一

文筆業専念により引退
- マッサジル

長谷川はコンビ「錦鯉」として在籍
- メインストリート

田中はピン芸人として在籍、浜田は相方募集中
- 有刺鉄線
- レッドクリスマス（森雄一／藤原大輔）
- 渡辺塾国民学校
- 鼻エンジン（村田渚）

2006年に村田の死去によって活動終了
- まめのき（木村直博／豆山しんご）

豆山しんごはジャック豆山としてピンで在籍
- 桜前線

渡辺はコンビ「錦鯉」、小田はコンビ「だーりんず」として在籍
- トブ電波。（オニー／石川勇樹）
- 天木ささやき
- イヌベルト（藤原大勢／藤川智貴）
- モーニングマン（小堺隆志／あらしろん）
- ボーンキタムラ（北村村長／くにぼ〜ん）
- キュンキュンパフェ（荒川陽路人／稲垣社長／中垣塾長）
- キッチンパーク（えみぴょん／瞳ちゃん）
- べっこちゃん（ガンジー横須賀／もじゃ）
- 梅エース（白岩渉／阿久津和正）
- テレビ深夜便（マンション藤岡／居酒屋佐藤）
- リンスしてますか（あたしのプリン食べたやろ／皆川秀介）

解散後、皆川秀介は引退、あたしのプリン食べたやろはホリプロコムに本名の立川佳子として所属するも2017年に引退
- ゆうきたけし（ゆうき／たけし）

ゆうきは引退
- Wニードロップ（小橋太っ太／奥村CEO）

小橋がフリー転向のため退社し解散
- 雷ZINちゃん（稲垣社長／中垣塾長）

後に加藤憲を加えトリオになるも解散。後日、中垣がフリーへ。
- しめじクリニック（中山亮／あんご）
- ブリッコ明美
- 星ブライト
- We（高橋幸一郎／木下学）
- たがやん
- ナイスチョイス(長尾／ナイスチョイス鈴木)
- チャリオッツ(大木亮平／森山直樹／佐藤優作)
- 佐々木カルパッチョ
- クレセンツ（今野俊也／吉川公介）
- あるてぃんぐ（大矢はるき／鷲尾あきと）
- ベイボイン（木村大紀／さかもとしろう）
- 社長のおにぎり（ヤキオニギリ／社長）
- 力司（力／司）
- 加藤と松井（松井瀬己／カトーショコラ）
- めざめるパワー（秋葉信吾／ちぇく田）
- はぐれ超人（エイテツ／植田マコト）
- 松下ひもの（松下泰久／火物太一）
- あっぱれ婦人会（木下あや／天野裕加里）

移籍・退社
- あぁ〜しらき

グレープカンパニーに移籍
- アルコ&ピース

太田プロダクションに移籍
- 生田良介
- ウェルダン
- ウメ

フリーを経て、ラフィーネプロモーションに移籍
- リッチドッグ
- エスファイブ

SHUプロモーションを経て、吉本興業に移籍
- オテンキ

浅井企画に移籍
- カルメンおじさん
- キャラメルマシーン

WAHAHA本舗に移籍
- キュウ

オフィス北野を経て、タイタンに移籍
- 孔雀団
- コレステくん
- 高瀬英夫
- 大葉カヤロウ
- インタレスティングタケシ

フリー
- オオツカデモ可
- ひよこと狸 (西村ひよこ／清水狸）
- ニコチンおじさん
- さーくるらいおん

株式会社コピコムに移籍
- クロノユウスケ
- まつばっち
- ダジャリストゆう
- 侍PANG

オスカープロモーションに移籍後、解散
- Gたかし

オフィス・インディーズ、トップ・カラーを経てサンミュージックプロダクションに移籍
- 夙川アトム

SMA HEET Projectを経てASH&Dコーポレーションに移籍
- 金子しげき

オフィス★怪人社に移籍
- 谷+1。

ワタナベエンターテインメントに移籍
- ダムダムおじさん

マセキ芸能社を経て、フリー
- TOKYO COOL（カンカン／前すすむ）

グレープカンパニーに移籍
- 永島知洋

wood luck officeを経て株式会社アヴァンセ移籍
- パン

よしもとクリエイティブ・エージェンシーに移籍
- アンドレ（一釣良太／田中圭二郎）
- 脳ベンバー（宮崎しょーぺー／森田亘）
- 徳原秀俊
- 屯田兵（吉野元淑／福井良介／原澤行法）
- てる子
- 金子ほまれ
- とみーとみー
- ヒットマン

フラットファイヴを経てグレープカンパニーに移籍後、解散
- たいこBAN（シオカワミホ／クラチエツコ）
- 響

ビクターミュージックアーツに移籍
- ヒライケンジ
- 松丘慎吾

太田プロダクションに移籍後、チャイムを結成し活動
- マーフィー

げんしじん事務所に出戻り
- おかえりママ

wood luck officeに移籍
- モダンタイムス（としみつ／川崎誠）

フリー
- ラブ守永

サンミュージックプロダクションに移籍
- リッチドッグ

2021年退所
- 龍勝
- グラッチェ（こんちゃん／大久保ジュン）
- 大矢フェスティバル
- てまきずし（原澤ユキノリ／奥田正春）
- つっちゃんなかちゃん（堤寛晃／中尾健秀）
- ゆかりてるみ（ジェット／たくや）
- 帰ってきたちくわまん
- ヤスシオンデマンド（クロノユウスケ／中村康）
- ばいそん（井上智之／与那城真）
- ハットリ
- スガモ智之
- 古川ちえみ
- ボートヨットカヌー（海豹／川ナイル）

## Beach V
Beach V（びーちぶ）は、東京都豊島区要町にあるSMA所有の稽古場兼劇場である。

### 概要
2007年に地下鉄有楽町線千川駅近くにソニー・ミュージックアーティスツのお笑い部門常打ちライブハウスとしてオープン。これによってSMAは、自前の劇場を持つ数少ないお笑い事務所の一つとなっている。
2006年に急逝した村田渚の遺志を継いでいこうというコンセプトのもと、「村」=VILLAGEからV、「渚」=Beachと、村田の名を由来としている。
毎週土日に事務所ライブが行われるほか、平日は芸人主催ライブと、毎日お笑いライブが行われている。
地下へ通じる階段部分に、村田の組んでいたフォークダンスDE成子坂単独ライブで使われたイラストが飾られているほか、SMA所属芸人の獲得したトロフィーなどが飾られている。また、バイきんぐが『キングオブコント』優勝時には劇場のマットが張り替えられた。
もともと音楽のライブハウスだった場所で、壁が音を吸収する素材でできているため、出演する芸人の声が自然に大きくなると指摘される。
近隣は住宅街のため、ライブ開催時には毎回、「芸人との待ち合わせは徒歩30秒の駅前で」とアナウンスされる。

### アクセス
東京メトロ 有楽町線・千川駅 3番出口より徒歩30秒。